# El Llano de los Toros
El Llano de los Toros är en ort i Mexiko.   Den ligger i kommunen Mazamitla och delstaten Jalisco, i den centrala delen av landet, 400 km väster om huvudstaden Mexico City. El Llano de los Toros ligger 2 139 meter över havet och antalet invånare är 419.
Terrängen runt El Llano de los Toros är kuperad. Runt El Llano de los Toros är det ganska glesbefolkat, med 28 invånare per kvadratkilometer. Närmaste större samhälle är Mazamitla, 2,4 km sydväst om El Llano de los Toros. I omgivningarna runt El Llano de los Toros växer i huvudsak blandskog.